# Team Lazarus
Venezuela Team Lazarus – włoski zespół startujący w wyścigach samochodowych, założony przez włocha Tancrediego Pagiaro. Obecnie startuje w serii GP2 od 2012 roku oraz w Formule Acceleration 1. W latach 2010–2011 startował w Auto GP World Series, a w roku 2009 w jej poprzedniczkach - Euroseries 3000 oraz Włoskiej Formule 3000.

## Starty

### Seria GP2
| Rok  | Bolid              | Kierowcy            | Wyścigi | Wygrane | PP | NO | Pkt | M.K. | M.Z. |
| ---- | ------------------ | ------------------- | ------- | ------- | -- | -- | --- | ---- | ---- |
| 2012 | Dallara-Mecachrome | Fabrizio Crestani   | 14      | 0       | 0  | 0  | 1   | 24   | 12   |
| 2012 | Dallara-Mecachrome | Sergio Canamasas    | 10      | 0       | 0  | 0  | 0   | 27   | 12   |
| 2012 | Dallara-Mecachrome | René Binder         | 6       | 0       | 0  | 0  | 0   | 31   | 12   |
| 2012 | Dallara-Mecachrome | Giancarlo Serenelli | 18      | 0       | 0  | 0  | 0   | 33   | 12   |
| 2013 | Dallara-Mecachrome | René Binder         | 22      | 0       | 0  | 0  | 11  | 23   | 13   |
| 2013 | Dallara-Mecachrome | Kevin Giovesi       | 8       | 0       | 0  | 0  | 0   | 29   | 13   |
| 2013 | Dallara-Mecachrome | Fabrizio Crestani   | 4       | 0       | 0  | 0  | 0   | 33   | 13   |
| 2013 | Dallara-Mecachrome | Vittorio Ghirelli   | 10      | 0       | 0  | 0  | 1   | 27   | 13   |
| 2014 | Dallara-Mecachrome | Nathanaël Berthon   | 22      | 0       | 0  | 0  | 17  | 20   | 13   |
| 2014 | Dallara-Mecachrome | Conor Daly          | 17      | 0       | 0  | 0  | 2   | 26   | 13   |
| 2014 | Dallara-Mecachrome | Sergio Campana      | 3       | 0       | 0  | 0  | 0   | 30   | 13   |

### Auto GP
W sezonie 2010 zespół startował jako Team Lazarus, a w sezonie 2011 jako Lazarus.
| Rok  | Bolid      | Kierowcy          | Wyścigi | Wygrane | PP | NO | Pkt | M.K. | M.Z. |
| ---- | ---------- | ----------------- | ------- | ------- | -- | -- | --- | ---- | ---- |
| 2010 | Lola-Zytek | Fabio Onidi       | 12      | 0       | 0  | 0  | 24  | 8    | 6    |
| 2011 | Lola-Zytek | Fabrizio Crestani | 14      | 0       | 1  | 0  | 92  | 6    | 3    |
| 2011 | Lola-Zytek | Fabio Onidi       | 11      | 1       | 0  | 0  | 99  | 5    | 3    |